# Újra a pályán
Az Újra a pályán (Back in Business) a Született feleségek (Desperate Housewives) című amerikai filmsorozat kilencvenegyedik epizódja. Az Amerikai Egyesült Államokban először az ABC (American Broadcasting Company) adó vetítette 2008. október 19-én.

## Mellékszereplők
- Mason Vale Cotton - M.J. Delfino
- Madison De La Garza - Juanita Solis
- Jeff Williams - Dr. Manning
- Mary Pat Gleason - Ms. Eleonora Butters
- Charlie Babcock - Stu

## Mary Alice epizódzáró monológja
- A narrátor, Mary Alice monológja az epizód végén így hangzik (a magyar változat alapján):

"Ha alaposan megnézzük a körülöttünk élők arcát, elkaphatjuk egy bizonyos zöld szemű szörny pillantását. És akkor megláthatjuk, hogy irigylik a karrierünket, a szerelmi életünket, az időt, amit a gyerekünkkel tölthetünk. Hogy is tudnánk kezelni ezt a mérhetetlen féltékenységet? Sokféle módja van, de a legjobb, ha egyszerűen megosztjuk azt, amink van."

## Epizódcímek szerte a világban
- Angol: Back in Business (Vissza az üzletbe)
- Olasz: Verde d'invidia (Zöld az irigységtől)
- Német: Neid (Irigység)
- Finn: Kateuden peikko (Törpét irigyel)